# Joera Movsisjan
Joera Sergejevitsj Movsisyan (Armeens: Յուրա Մովսիսյան, Russisch: Юра Сергеевич Мовсисян) (Bakoe, 2 augustus 1987) is een Armeens voetballer die bij voorkeur als aanvaller speelt. Hij verruilde in 2017 Spartak Moskou voor Real Salt Lake dat hem al huurde.

## Clubcarrière
Movsisyan speelde in de MLS voor Sporting Kansas City en Real Salt Lake. Op 1 januari 2010 verhuisde hij naar Europa om bij het Deense Randers te spelen. Daar scoorde hij 12 doelpunten uit 30 wedstrijden. In januari 2011 werd hij voor 2 miljoen euro verkocht aan het Russische FK Krasnodar. Hij debuteerde op 12 maart 2011 tegen Anzji Machatsjkala. Hij scoorde zijn eerste doelpunt in de Premjer-Liga tegen Spartak Naltsjik. In totaal speelde hij 50 competitiewedstrijden voor de club, waarin hij 23 maal tot scoren kwam. In januari 2013 werd hij voor €7,5 miljoen euro verkocht aan Spartak Moskou. Hij ondertekende een contract tot medio 2017, dat hem €1,5 miljoen euro per jaar zou opleveren. Bij zijn debuut tegen Terek Grozny scoorde hij meteen een hattrick. Daarmee werd hij de eerste speler in de geschiedenis van Spartak Moskou die erin slaagde om bij zijn debuut een hattrick te scoren. Hij is dan terug geleend aan Real Salt Lake op 19 januari 2016. Zijn debuutmatch was tegen Orlando City SC waartegen hij geen debuutgoal scoorde.

## Interlandcarrière
Movsisyan verklaarde ooit eens dat hij een plek in het Voetbalelftal van de Verenigde Staten ambieerde. Toch koos hij uiteindelijk om voor Armenië uit te komen. Hij debuteerde op 11 augustus 2010 in een vriendschappelijke wedstrijd tegen Iran.

## Privé
Movsisyan werd op 2 augustus 1987 geboren in Bakoe, in de Azerbeidzjaanse SSR, als zoon van Armeense ouders. Zijn familie vluchtte rond 1992 vanwege de Oorlog in Nagorno-Karabach naar Los Angeles, waar veel Armeniërs woonachtig zijn.
1 Berezovsky ·
2 Khachaturov ·
3 Haroyan ·
4 Voskanyan ·
5 Arzumanyan ·
6 Mkrtchyan ·
7 Yedigaryan ·
8 Pizzelli ·
9 Muradyan ·
10 Adamyan ·
11 Sarkisov ·
12 Kasparov ·
13 Hovhannisjan ·
14 Movsisyan ·
15 Yuspashyan ·
16 Aleksanyan ·
17 Avagyan ·
18 Mchitarjan ·
19 Mamedov ·
20 Harutyunyan ·
21 Manoyan ·
22 Manucharyan ·
23 Özbiliz ·
Coach: Minasyan